# Oedebasis ovipennis
Oedebasis ovipennis är en fjärilsart som beskrevs av George Francis Hampson 1902. Oedebasis ovipennis ingår i släktet Oedebasis och familjen nattflyn. Inga underarter finns listade i Catalogue of Life.